# Hypolycaena alcestis
Hypolycaena alcestis är en fjärilsart som beskrevs av Grose-smith 1889. Hypolycaena alcestis ingår i släktet Hypolycaena och familjen juvelvingar. Inga underarter finns listade i Catalogue of Life.